# Artur Omarov
Artur Omarov (* 13. srpna 1988) je původem dagestánský (darginský) zápasník – klasik, který od roku 2010 reprezentuje Česko. Vedle aktivního zápasení je trenérem zápasu pro bojovníky ve smíšených bojových uměních (MMA), je součástí MMA týmu André Reinderse, kde se i připravuje na svůj profesionální debut v MMA. V zápase řecko-římském má bronz z mistrovství Evropy 2023 i z mistrovství světa 2023.

## Sportovní kariéra
Je rodákem z dagestánské horské obce Tanty v Akušinském okresem. Je darginské národnosti. Po rozpadu Sovětského svazu v roce 1991 přišel s matkou do Česka. Vyrůstal v Chomutově, kde začal zápasit v klubu ASK VALZAP Chomutov (dnes Czech Wrestling Chomutov). V Česku se tradičně specializuje na zápas řecko-římský.
Česko reprezentuje od roku 2009, kdy získal české občanství do té doby se stal 6× mistr republiky v juniorech + kadet (85 kg 2002, 2003, 2004, 2005, 2006, 2007) a svojí sérii dál prodlužuje i v mužích 15× mistr republiky v mužích ve vaze (85 kg 2008, 2009, 2010, 2011, 2012) a (98 kg 2013, 2014, 2015, 2016, 2017, 2018, 2019, 2021). Vrcholově se připravuje v Praze v klubu PSK Olymp pod vedením Václava Scheinera staršího. V české reprezentaci startoval do roku 2016 ve váze do 84 (85) kg (střední váha).
V roce 2016 na evropská olympijské kvalifikaci v Srbském Zrenjaninu se probojoval do semifinále a byl jedno vítězství od kvalifikace na olympijské hry. V semifinálovém zápase s Bulharem Nikolajem Bajrjakovem dlouho prohrával o dva body. Ve čtvrté minutě dostal výhodu za Bulharovu pasivitu, kterou využil v parteru maďarem k zisku dvou bodů a navíc měl Bulhara položeného na lopatkách. Soupeře však v pozici neudržel a po hrubé chybě sám na lopatky prohrál těsně před koncem. Na dalším kvalifikačním turnaji rovněž neuspěl a na olympijské hry v Riu se nekvalifikoval. V červnu měsíc před zahájením olympijských her se Mezinárodní zápasnické federaci vrátily čtyři nevyužité účastnické kvóty z nichž jednu udělila jako divokou kartu Českému svazu zápasu. Svaz zápasu ve spolupráci s Českým olympijským výborem však do Riu nominoval reprezentační kolegyni Adélu Hanzlíčkovou.
Od roku 2017 startoval ve váze do 97 (98) kg. V roce 2019 mu na mistrovství světa v kazašském Nur-Sultanu o jedno vítězství utekla přímá kvalifikace na olympijské hry v Tokiu v roce 2020. V roce 2020 byla druhá a třetí fáze olympijské kvalifikace a samotné olympijské hry o rok přeloženy kvůli pandemii covidu-19. V březnu 2021 mu potřetí o jedno vítězství utekla kvalifikace na olympijské hry když v semifinále prohrál s Bulharem Kirilem Milovem. V květnu při třetí závěrečné fázi olympijské kvalifikace postoupil potřetí ve své kariéře do semifinále. Litevce Viliuse Laurinaitise porazil před časovým limitem technickou převahou a postupem do finále se kvalifikoval na olympijské hry v Tokiu v roce 2021.

## Výsledky
| Turnaj             | 2010 | 2011 | 2012 | 2013 | 2014 | 2015 | 2016 | 2017 | 2018 | 2019 | 2020 | 2021 |  |
| Turnaj             | 22   | 23   | 24   | 25   | 26   | 27   | 28   | 29   | 30   | 31   | 32   | 33   |  |
| Turnaj             | -84  | -84  | -84  | -84  | -85  | -85  | -85  | -98  | -87  | -97  | -97  | -97  |  |
| ------------------ | ---- | ---- | ---- | ---- | ---- | ---- | ---- | ---- | ---- | ---- | ---- | ---- |  |
| Olympijské hry     |      |      | —    |      |      |      | —    |      |      |      |      |      |  |
| Mistrovství světa  | úč.  | 10.  |      | úč.  | úč.  | úč.  |      | úč.  | —    | 7.   | 3.   |      |  |
| Evropské hry       |      |      |      |      |      | úč.  |      |      |      | —    |      |      |  |
| Mistrovství Evropy | úč.  | 7.   | úč.  | úč.  | 8.   | úč.  | úč.  | 8.   | úč.  | úč.  | 5.   | úč.  |  |

### Olympijské hry a mistrovství světa
| Olympijské hry a mistrovství světa                             | Olympijské hry a mistrovství světa                             | Olympijské hry a mistrovství světa                             | Olympijské hry a mistrovství světa                             | Olympijské hry a mistrovství světa                             | Olympijské hry a mistrovství světa                             | Olympijské hry a mistrovství světa                             | Olympijské hry a mistrovství světa                             | Olympijské hry a mistrovství světa                             | Olympijské hry a mistrovství světa                             | Olympijské hry a mistrovství světa                             |
| Kolo                                                           | Výsledek                                                       | Bilance                                                        | Soupeř                                                         | Výsledek                                                       | KB                                                             | ∑KB                                                            | Styl                                                           | Datum                                                          | Turnaj                                                         | Místo                                                          |
| 2020 Světová olympijská kvalifikace do 97 kg v klasickém stylu | 2020 Světová olympijská kvalifikace do 97 kg v klasickém stylu | 2020 Světová olympijská kvalifikace do 97 kg v klasickém stylu | 2020 Světová olympijská kvalifikace do 97 kg v klasickém stylu | 2020 Světová olympijská kvalifikace do 97 kg v klasickém stylu | 2020 Světová olympijská kvalifikace do 97 kg v klasickém stylu | 2020 Světová olympijská kvalifikace do 97 kg v klasickém stylu | 2020 Světová olympijská kvalifikace do 97 kg v klasickém stylu | 2020 Světová olympijská kvalifikace do 97 kg v klasickém stylu | 2020 Světová olympijská kvalifikace do 97 kg v klasickém stylu | 2020 Světová olympijská kvalifikace do 97 kg v klasickém stylu |
| -------------------------------------------------------------- | -------------------------------------------------------------- | -------------------------------------------------------------- | -------------------------------------------------------------- | -------------------------------------------------------------- | -------------------------------------------------------------- | -------------------------------------------------------------- | -------------------------------------------------------------- | -------------------------------------------------------------- | -------------------------------------------------------------- | -------------------------------------------------------------- |
| finále                                                         | prohra                                                         | 14-15                                                          | Alex Szőke (HUN)                                               | bez boje                                                       | 0                                                              | 10                                                             | Zápas řecko-římský                                             | 8.-9. května 2021                                              | Světová olympijská kvalifikace                                 | Sofie, Bulharsko                                               |
| semifinále                                                     | vítězství                                                      | 14-14                                                          | Vilius Laurinaitis (LTU)                                       | tech. převaha                                                  | 4                                                              | 10                                                             | Zápas řecko-římský                                             | 8.-9. května 2021                                              | Světová olympijská kvalifikace                                 | Sofie, Bulharsko                                               |
| čtvrtfinále                                                    | vítězství                                                      | 13-14                                                          | Peter Öhler (GER)                                              | tech. body (3:2)                                               | 3                                                              | 6                                                              | Zápas řecko-římský                                             | 8.-9. května 2021                                              | Světová olympijská kvalifikace                                 | Sofie, Bulharsko                                               |
| 1/16                                                           | vítězství                                                      | 12-14                                                          | Damian von Euw (SUI)                                           | tech. body (1*:1)                                              | 3                                                              | 3                                                              | Zápas řecko-římský                                             | 8.-9. května 2021                                              | Světová olympijská kvalifikace                                 | Sofie, Bulharsko                                               |
| 2019 Mistrovství světa do 97 kg v klasickém stylu              |                                                                |                                                                |                                                                |                                                                |                                                                |                                                                |                                                                |                                                                |                                                                |                                                                |
| čtvrtfinále                                                    | prohra                                                         | 11-14                                                          | Micheil Kadžaija (SRB)                                         | tech. body (1:2)                                               | 1                                                              | 10                                                             | Zápas řecko-římský                                             | 15.-16. září 2019                                              | Mistrovství světa                                              | Nur-Sultan, Kazachstán                                         |
| 1/16                                                           | vítězství                                                      | 11-13                                                          | Ráví Raáthí (IND)                                              | lopatky                                                        | 5                                                              | 9                                                              | Zápas řecko-římský                                             | 15.-16. září 2019                                              | Mistrovství světa                                              | Nur-Sultan, Kazachstán                                         |
| 1/32                                                           | vítězství                                                      | 10-13                                                          | Damian von Euw (SUI)                                           | tech. převaha                                                  | 4                                                              | 4                                                              | Zápas řecko-římský                                             | 15.-16. září 2019                                              | Mistrovství světa                                              | Nur-Sultan, Kazachstán                                         |
| 2018 Mistrovství světa – nestartoval                           |                                                                |                                                                |                                                                |                                                                |                                                                |                                                                |                                                                |                                                                |                                                                |                                                                |
| 2017 Mistrovství světa do 98 kg v klasickém stylu              |                                                                |                                                                |                                                                |                                                                |                                                                |                                                                |                                                                |                                                                |                                                                |                                                                |
| 1/32                                                           | prohra                                                         | 9-13                                                           | Revaz Nadareišvili (GEO)                                       | tech. body (3:5)                                               | 1                                                              | 1                                                              | Zápas řecko-římský                                             | 21. srpen 2017                                                 | Mistrovství světa                                              | Paříž, Francie                                                 |
| 2016 Olympijské hry – nekvalifikoval se                        |                                                                |                                                                |                                                                |                                                                |                                                                |                                                                |                                                                |                                                                |                                                                |                                                                |
| 2016 Světová olympijská kvalifikace do 85 kg v klasickém stylu |                                                                |                                                                |                                                                |                                                                |                                                                |                                                                |                                                                |                                                                |                                                                |                                                                |
| o 3. místo                                                     | prohra                                                         | 9-12                                                           | Metehan Başar (TUR)                                            | tech. body (0:2)                                               | 0                                                              | 13                                                             | Zápas řecko-římský                                             | 6. května 2016                                                 | Světová olympijská kvalifikace                                 | Istanbul, Turecko                                              |
| opravy                                                         | vítězství                                                      | 9-11                                                           | Fabio Parisi (ITA)                                             | bez boje                                                       | 5                                                              | 13                                                             | Zápas řecko-římský                                             | 6. května 2016                                                 | Světová olympijská kvalifikace                                 | Istanbul, Turecko                                              |
| čtvrtfinále                                                    | prohra                                                         | 8-11                                                           | Denis Kudla (GER)                                              | tech. body (1:2)                                               | 1                                                              | 8                                                              | Zápas řecko-římský                                             | 6. května 2016                                                 | Světová olympijská kvalifikace                                 | Istanbul, Turecko                                              |
| 1/16                                                           | vítězství                                                      | 8-10                                                           | Amer Hrustanović (AUT)                                         | tech. body (2:1)                                               | 3                                                              | 7                                                              | Zápas řecko-římský                                             | 6. května 2016                                                 | Světová olympijská kvalifikace                                 | Istanbul, Turecko                                              |
| 1/32                                                           | vítězství                                                      | 7-10                                                           | Pedro García (ESP)                                             | tech. převaha                                                  | 4                                                              | 4                                                              | Zápas řecko-římský                                             | 6. května 2016                                                 | Světová olympijská kvalifikace                                 | Istanbul, Turecko                                              |
| 2016 Světová olympijská kvalifikace do 85 kg v klasickém stylu |                                                                |                                                                |                                                                |                                                                |                                                                |                                                                |                                                                |                                                                |                                                                |                                                                |
| opravy                                                         | prohra                                                         | 6-10                                                           | Dimitris Cekeridis (GRE)                                       | tech. body (5:10)                                              | 1                                                              | 2                                                              | Zápas řecko-římský                                             | 22. dubna 2016                                                 | Světová olympijská kvalifikace                                 | Ulánbátar, Mongolsko                                           |
| 1/16                                                           | prohra                                                         | 6-9                                                            | Maksim Manukjan (ARM)                                          | tech. body (4:6)                                               | 1                                                              | 1                                                              | Zápas řecko-římský                                             | 22. dubna 2016                                                 | Světová olympijská kvalifikace                                 | Ulánbátar, Mongolsko                                           |
| 2015 Mistrovství světa do 85 kg v klasickém stylu              |                                                                |                                                                |                                                                |                                                                |                                                                |                                                                |                                                                |                                                                |                                                                |                                                                |
| 1/16                                                           | prohra                                                         | 6-8                                                            | Rami Hietaniemi (FIN)                                          | tech. převaha                                                  | 0                                                              | 0                                                              | Zápas řecko-římský                                             | 9. září 2015                                                   | Mistrovství světa                                              | Las Vegas, Spojené státy                                       |
| 1/32                                                           | vítězství                                                      | 6-7                                                            | Fabio Parisi (ITA)                                             | tech. body (8:1)                                               | 3                                                              | 3                                                              | Zápas řecko-římský                                             | 9. září 2015                                                   | Mistrovství světa                                              | Las Vegas, Spojené státy                                       |
| 2014 Mistrovství světa do 85 kg v klasickém stylu              |                                                                |                                                                |                                                                |                                                                |                                                                |                                                                |                                                                |                                                                |                                                                |                                                                |
| 1/16                                                           | prohra                                                         | 5-7                                                            | Viktor Lőrincz (HUN)                                           | tech. body (0:2)                                               | 0                                                              | 3                                                              | Zápas řecko-římský                                             | 12. září 2014                                                  | Mistrovství světa                                              | Taškent, Uzbekistán                                            |
| 1/32                                                           | vítězství                                                      | 5-6                                                            | Metehan Başar (TUR)                                            | tech. body (2*:2)                                              | 3                                                              | 3                                                              | Zápas řecko-římský                                             | 12. září 2014                                                  | Mistrovství světa                                              | Taškent, Uzbekistán                                            |
| 2013 Mistrovství světa do 84 kg v klasickém stylu              |                                                                |                                                                |                                                                |                                                                |                                                                |                                                                |                                                                |                                                                |                                                                |                                                                |
| 1/32                                                           | prohra                                                         | 4-6                                                            | Nursultan Tursynov (KAZ)                                       | tech. body (3:5)                                               | 1                                                              | 1                                                              | Zápas řecko-římský                                             | 21. září 2013                                                  | Mistrovství světa                                              | Budapešť, Maďarsko                                             |
| 2012 Olympijské hry – nekvalifikoval se                        |                                                                |                                                                |                                                                |                                                                |                                                                |                                                                |                                                                |                                                                |                                                                |                                                                |
| 2012 Světová olympijská kvalifikace do 84 kg v klasickém stylu |                                                                |                                                                |                                                                |                                                                |                                                                |                                                                |                                                                |                                                                |                                                                |                                                                |
| 1/32                                                           | prohra                                                         | 4-5                                                            | Eerik Aps (EST)                                                | 0-2 (0:1, 0:2)                                                 | 0                                                              | 0                                                              | Zápas řecko-římský                                             | 4. května 2012                                                 | Světová olympijská kvalifikace                                 | Helsinki, Finsko                                               |
| 2012 Světová olympijská kvalifikace do 84 kg v klasickém stylu |                                                                |                                                                |                                                                |                                                                |                                                                |                                                                |                                                                |                                                                |                                                                |                                                                |
| čtvrtfinále                                                    | prohra                                                         | 4-4                                                            | Andrian Mocanu (MDA)                                           | lopatky                                                        | 0                                                              | 6                                                              | Zápas řecko-římský                                             | 27. dubna 2012                                                 | Světová olympijská kvalifikace                                 | Tchaj-jüan, Čína                                               |
| 1/16                                                           | vítězství                                                      | 4-3                                                            | Džanarbek Kendžejev (KGZ)                                      | 2-1 (2:0, 1:3, 2:0)                                            | 3                                                              | 6                                                              | Zápas řecko-římský                                             | 27. dubna 2012                                                 | Světová olympijská kvalifikace                                 | Tchaj-jüan, Čína                                               |
| 1/32                                                           | vítězství                                                      | 3-3                                                            | Júsef Visal (MAR)                                              | 2-0 (1:0, 2:0)                                                 | 3                                                              | 3                                                              | Zápas řecko-římský                                             | 27. dubna 2012                                                 | Světová olympijská kvalifikace                                 | Tchaj-jüan, Čína                                               |
| 2011 Mistrovství světa do 84 kg v klasickém stylu              |                                                                |                                                                |                                                                |                                                                |                                                                |                                                                |                                                                |                                                                |                                                                |                                                                |
| čtvrtfinále                                                    | prohra                                                         | 2-3                                                            | Nazmi Avluca (TUR)                                             | 0-2 (1:2, 0:1)                                                 | 1                                                              | 7                                                              | Zápas řecko-římský                                             | 13. září 2011                                                  | Mistrovství světa                                              | Istanbul, Turecko                                              |
| 1/16                                                           | vítězství                                                      | 2-2                                                            | Lin Ming-süan (TPE)                                            | 2-0 (2:0, 2:0)                                                 | 3                                                              | 6                                                              | Zápas řecko-římský                                             | 13. září 2011                                                  | Mistrovství světa                                              | Istanbul, Turecko                                              |
| 1/32                                                           | vítězství                                                      | 1-2                                                            | Antonio Mendoza (MEX)                                          | 2-0 (1:0, 2:0)                                                 | 3                                                              | 3                                                              | Zápas řecko-římský                                             | 13. září 2011                                                  | Mistrovství světa                                              | Istanbul, Turecko                                              |
| 2010 Mistrovství světa do 84 kg v klasickém stylu              |                                                                |                                                                |                                                                |                                                                |                                                                |                                                                |                                                                |                                                                |                                                                |                                                                |
| opravy                                                         | prohra                                                         | 0-2                                                            | Amer Hrustanović (AUT)                                         | 0-2 (0:1, 1:3)                                                 | 1                                                              | 2                                                              | Zápas řecko-římský                                             | 7. září 2010                                                   | Mistrovství světa                                              | Moskva, Rusko                                                  |
| 1/32                                                           | prohra                                                         | 0-1                                                            | Christo Marinov (BUL)                                          | 1-2 (1:0, 0:3, 0:2)                                            | 1                                                              | 1                                                              | Zápas řecko-římský                                             | 7. září 2010                                                   | Mistrovství světa                                              | Moskva, Rusko                                                  |

### Evropské hry a mistrovství Evropy
| Olympijské hry a mistrovství světa                                | Olympijské hry a mistrovství světa                 | Olympijské hry a mistrovství světa                 | Olympijské hry a mistrovství světa                 | Olympijské hry a mistrovství světa                 | Olympijské hry a mistrovství světa                 | Olympijské hry a mistrovství světa                 | Olympijské hry a mistrovství světa                 | Olympijské hry a mistrovství světa                 | Olympijské hry a mistrovství světa                 | Olympijské hry a mistrovství světa                 |
| Kolo                                                              | Výsledek                                           | Bilance                                            | Soupeř                                             | Výsledek                                           | KB                                                 | ∑KB                                                | Styl                                               | Datum                                              | Turnaj                                             | Místo                                              |
| 2021 Mistrovství Evropy do 97 kg v klasickém stylu                | 2021 Mistrovství Evropy do 97 kg v klasickém stylu | 2021 Mistrovství Evropy do 97 kg v klasickém stylu | 2021 Mistrovství Evropy do 97 kg v klasickém stylu | 2021 Mistrovství Evropy do 97 kg v klasickém stylu | 2021 Mistrovství Evropy do 97 kg v klasickém stylu | 2021 Mistrovství Evropy do 97 kg v klasickém stylu | 2021 Mistrovství Evropy do 97 kg v klasickém stylu | 2021 Mistrovství Evropy do 97 kg v klasickém stylu | 2021 Mistrovství Evropy do 97 kg v klasickém stylu | 2021 Mistrovství Evropy do 97 kg v klasickém stylu |
| ----------------------------------------------------------------- | -------------------------------------------------- | -------------------------------------------------- | -------------------------------------------------- | -------------------------------------------------- | -------------------------------------------------- | -------------------------------------------------- | -------------------------------------------------- | -------------------------------------------------- | -------------------------------------------------- | -------------------------------------------------- |
| 1/16                                                              | prohra                                             | 13-21                                              | Jevhen Saveta (UKR)                                | diskvalifikace                                     | 0                                                  | 0                                                  | Zápas řecko-římský                                 | 24. dubna 2021                                     | Mistrovství Evropy                                 | Varšava, Polsko                                    |
| 2020 Evropská olympijská kvalifikace do 97 kg v klasickém stylu   |                                                    |                                                    |                                                    |                                                    |                                                    |                                                    |                                                    |                                                    |                                                    |                                                    |
| o 3. místo                                                        | prohra                                             | 13-20                                              | Alex Szőke (HUN)                                   | bez boje                                           | 0                                                  | 6                                                  | Zápas řecko-římský                                 | 20.-21. března 2020                                | Evropská olympijská kvalifikace                    | Budapešť, Maďarsko                                 |
| semifinále                                                        | prohra                                             | 13-19                                              | Kiril Milov (BUL)                                  | tech. převaha                                      | 0                                                  | 6                                                  | Zápas řecko-římský                                 | 20.-21. března 2020                                | Evropská olympijská kvalifikace                    | Budapešť, Maďarsko                                 |
| čtvrtfinále                                                       | vítězství                                          | 13-18                                              | Murat Lokijajev (AZE)                              | tech. body (4:3)                                   | 3                                                  | 6                                                  | Zápas řecko-římský                                 | 20.-21. března 2020                                | Evropská olympijská kvalifikace                    | Budapešť, Maďarsko                                 |
| 1/16                                                              | vítězství                                          | 12-18                                              | Damian von Euw (SUI)                               | tech. body (2:0)                                   | 3                                                  | 3                                                  | Zápas řecko-římský                                 | 20.-21. března 2020                                | Evropská olympijská kvalifikace                    | Budapešť, Maďarsko                                 |
| 2020 Mistrovství Evropy do 97 kg v klasickém stylu                |                                                    |                                                    |                                                    |                                                    |                                                    |                                                    |                                                    |                                                    |                                                    |                                                    |
| opravy                                                            | prohra                                             | 11-18                                              | Alexandr Golovin (RUS)                             | tech. převaha                                      | 0                                                  | 7                                                  | Zápas řecko-římský                                 | 11.-12. února 2020                                 | Mistrovství Evropy                                 | Řím, Itálie                                        |
| opravy                                                            | vítězství                                          | 11-17                                              | Anestis Zarifes (GRE)                              | tech. převaha                                      | 4                                                  | 7                                                  | Zápas řecko-římský                                 | 11.-12. února 2020                                 | Mistrovství Evropy                                 | Řím, Itálie                                        |
| čtvrtfinále                                                       | prohra                                             | 10-17                                              | Nikoloz Kachelašvili (ITA)                         | tech. převaha                                      | 0                                                  | 3                                                  | Zápas řecko-římský                                 | 11.-12. února 2020                                 | Mistrovství Evropy                                 | Řím, Itálie                                        |
| 1/16                                                              | vítězství                                          | 10-16                                              | Tadeusz Michali (POL)                              | tech. body (6:5)                                   | 3                                                  | 3                                                  | Zápas řecko-římský                                 | 11.-12. února 2020                                 | Mistrovství Evropy                                 | Řím, Itálie                                        |
| 2019 Evropské hry – nestartoval                                   |                                                    |                                                    |                                                    |                                                    |                                                    |                                                    |                                                    |                                                    |                                                    |                                                    |
| 2019 Mistrovství Evropy do 97 kg v klasickém stylu                |                                                    |                                                    |                                                    |                                                    |                                                    |                                                    |                                                    |                                                    |                                                    |                                                    |
| 1/32                                                              | prohra                                             | 9-16                                               | Sergej Starodub (BLR)                              | tech. body (1:1*)                                  | 1                                                  | 1                                                  | Zápas řecko-římský                                 | 13. dubna 2019                                     | Mistrovství Evropy                                 | Bukurešť, Rumunsko                                 |
| 2018 Mistrovství Evropy do 87 kg v klasickém stylu                |                                                    |                                                    |                                                    |                                                    |                                                    |                                                    |                                                    |                                                    |                                                    |                                                    |
| opravy                                                            | prohra                                             | 9-15                                               | Zakarias Berg (SWE)                                | tech. převaha                                      | 0                                                  | 0                                                  | Zápas řecko-římský                                 | 30. dubna 2018                                     | Mistrovství Evropy                                 | Kaspijsk, Rusko                                    |
| 2017 Mistrovství Evropy do 98 kg v klasickém stylu                |                                                    |                                                    |                                                    |                                                    |                                                    |                                                    |                                                    |                                                    |                                                    |                                                    |
| opravy                                                            | prohra                                             | 9-14                                               | Artur Aleksanjan (ARM)                             | tech. body (3:4)                                   | 1                                                  | 6                                                  | Zápas řecko-římský                                 | 6. května 2017                                     | Mistrovství Evropy                                 | Novi Sad, Srbsko                                   |
| opravy                                                            | vítězství                                          | 9-13                                               | Araz Hasanov (AZE)                                 | tech. převaha                                      | 4                                                  | 5                                                  | Zápas řecko-římský                                 | 6. května 2017                                     | Mistrovství Evropy                                 | Novi Sad, Srbsko                                   |
| 1/32                                                              | prohra                                             | 8-13                                               | Felix Baldauf (NOR)                                | tech. body (2:6)                                   | 1                                                  | 1                                                  | Zápas řecko-římský                                 | 6. května 2017                                     | Mistrovství Evropy                                 | Novi Sad, Srbsko                                   |
| 2016 Evropská olympijská kvalifikace do 85 kg v klasickém stylu   |                                                    |                                                    |                                                    |                                                    |                                                    |                                                    |                                                    |                                                    |                                                    |                                                    |
| o 3. místo                                                        | vítězství                                          | 8-12                                               | Attila Tamaș (ROU)                                 | bez boje                                           | 5                                                  | 11                                                 | Zápas řecko-římský                                 | 12. dubna 2016                                     | Evropská olympijská kvalifikace                    | Zrenjanin, Srbsko                                  |
| semifinále                                                        | prohra                                             | 7-12                                               | Nikolaj Bajrjakov (BUL)                            | lopatky                                            | 0                                                  | 6                                                  | Zápas řecko-římský                                 | 12. dubna 2016                                     | Evropská olympijská kvalifikace                    | Zrenjanin, Srbsko                                  |
| čtvrtfinále                                                       | vítězství                                          | 7-11                                               | Zakarias Berg (SWE)                                | tech. body (5:3)                                   | 3                                                  | 6                                                  | Zápas řecko-římský                                 | 12. dubna 2016                                     | Evropská olympijská kvalifikace                    | Zrenjanin, Srbsko                                  |
| 1/16                                                              | vítězství                                          | 6-11                                               | Robert Koblijašvili (GEO)                          | tech. body (6:1)                                   | 3                                                  | 3                                                  | Zápas řecko-římský                                 | 12. dubna 2016                                     | Evropská olympijská kvalifikace                    | Zrenjanin, Srbsko                                  |
| 2016 Mistrovství Evropy do 85 kg v klasickém stylu                |                                                    |                                                    |                                                    |                                                    |                                                    |                                                    |                                                    |                                                    |                                                    |                                                    |
| opravy                                                            | prohra                                             | 5-11                                               | Maksim Manukjan (ARM)                              | tech. body (0:3)                                   | 0                                                  | 0                                                  | Zápas řecko-římský                                 | 12. března 2016                                    | Mistrovství Evropy                                 | Riga, Lotyšsko                                     |
| 2015 Evropské hry / Mistrovství Evropy do 85 kg v klasickém stylu |                                                    |                                                    |                                                    |                                                    |                                                    |                                                    |                                                    |                                                    |                                                    |                                                    |
| 1/32                                                              | prohra                                             | 5-10                                               | Maksim Manukjan (ARM)                              | tech. body (1:8)                                   | 1                                                  | 1                                                  | Zápas řecko-římský                                 | 14. června 2015                                    | Evropské hry / Mistrovství Evropy                  | Baku, Ázerbájdžán                                  |
| 2014 Mistrovství Evropy do 80 kg v klasickém stylu                |                                                    |                                                    |                                                    |                                                    |                                                    |                                                    |                                                    |                                                    |                                                    |                                                    |
| opravy                                                            | prohra                                             | 5-9                                                | Zakarias Berg (SWE)                                | tech. body (4:7)                                   | 1                                                  | 9                                                  | Zápas řecko-římský                                 | 1. dubna 2014                                      | Mistrovství Evropy                                 | Vantaa, Finsko                                     |
| opravy                                                            | vítězství                                          | 5-8                                                | Petar Balo (SRB)                                   | tech. převaha                                      | 4                                                  | 8                                                  | Zápas řecko-římský                                 | 1. dubna 2014                                      | Mistrovství Evropy                                 | Vantaa, Finsko                                     |
| 1/16                                                              | prohra                                             | 4-8                                                | Péter Bácsi (HUN)                                  | tech. body (0:7)                                   | 0                                                  | 4                                                  | Zápas řecko-římský                                 | 1. dubna 2014                                      | Mistrovství Evropy                                 | Vantaa, Finsko                                     |
| 1/32                                                              | vítězství                                          | 4-7                                                | Nikolaos Varkas (GRE)                              | tech. převaha                                      | 4                                                  | 4                                                  | Zápas řecko-římský                                 | 1. dubna 2014                                      | Mistrovství Evropy                                 | Vantaa, Finsko                                     |
| 2013 Mistrovství Evropy do 84 kg v klasickém stylu                |                                                    |                                                    |                                                    |                                                    |                                                    |                                                    |                                                    |                                                    |                                                    |                                                    |
| 1/16                                                              | prohra                                             | 3-7                                                | Christo Marinov (BUL)                              | 0-2 (0:2, 0:2)                                     | 0                                                  | 0                                                  | Zápas řecko-římský                                 | 13. března 2013                                    | Mistrovství Evropy                                 | Tbilisi, Gruzie                                    |
| 2012 Evropská olympijská kvalifikace do 84 kg v klasickém stylu   |                                                    |                                                    |                                                    |                                                    |                                                    |                                                    |                                                    |                                                    |                                                    |                                                    |
| opravy                                                            | prohra                                             | 3-6                                                | Nenad Žugaj (CRO)                                  | 0-2 (0:1, 2:4)                                     | 1                                                  | 1                                                  | Zápas řecko-římský                                 | 20. dubna 2012                                     | Evropská olympijská kvalifikace                    | Sofie, Bulharsko                                   |
| 1/32                                                              | prohra                                             | 3-5                                                | Vasyl Račyba (UKR)                                 | lopatky                                            | 0                                                  | 0                                                  | Zápas řecko-římský                                 | 20. dubna 2012                                     | Evropská olympijská kvalifikace                    | Sofie, Bulharsko                                   |
| 2012 Mistrovství Evropy do 84 kg v klasickém stylu                |                                                    |                                                    |                                                    |                                                    |                                                    |                                                    |                                                    |                                                    |                                                    |                                                    |
| 1/16                                                              | prohra                                             | 3-4                                                | Vladimer Gegešidze (GEO)                           | 0-2 (0:3, 3:3*)                                    | 1                                                  | 4                                                  | Zápas řecko-římský                                 | 6. března 2012                                     | Mistrovství Evropy                                 | Bělehrad, Srbsko                                   |
| 1/32                                                              | vítězství                                          | 3-3                                                | Ergys Mirukaj (ALB)                                | 2-1 (1:4, 2:1, 4:0)                                | 3                                                  | 3                                                  | Zápas řecko-římský                                 | 6. března 2012                                     | Mistrovství Evropy                                 | Bělehrad, Srbsko                                   |
| 2011 Mistrovství Evropy do 84 kg v klasickém stylu                |                                                    |                                                    |                                                    |                                                    |                                                    |                                                    |                                                    |                                                    |                                                    |                                                    |
| opravy                                                            | prohra                                             | 2-3                                                | Christo Marinov (BUL)                              | 1-2 (1:0, 0:4, 0:1)                                | 1                                                  | 7                                                  | Zápas řecko-římský                                 | 2. dubna 2011                                      | Mistrovství Evropy                                 | Dortmund, Německo                                  |
| opravy                                                            | vítězství                                          | 2-2                                                | Marián Mihálik (SVK)                               | 2-1 (2:0, 1:1*, 6:0)                               | 3                                                  | 6                                                  | Zápas řecko-římský                                 | 2. dubna 2011                                      | Mistrovství Evropy                                 | Dortmund, Německo                                  |
| 1/16                                                              | prohra                                             | 1-2                                                | Vasyl Račyba (UKR)                                 | 0-2 (0:1, 0:3)                                     | 0                                                  | 3                                                  | Zápas řecko-římský                                 | 2. dubna 2011                                      | Mistrovství Evropy                                 | Dortmund, Německo                                  |
| 1/32                                                              | vítězství                                          | 1-1                                                | Pedro García (ESP)                                 | 2-0 (3:1, 2:0)                                     | 3                                                  | 3                                                  | Zápas řecko-římský                                 | 2. dubna 2011                                      | Mistrovství Evropy                                 | Dortmund, Německo                                  |
| 2010 Mistrovství Evropy do 84 kg v klasickém stylu                |                                                    |                                                    |                                                    |                                                    |                                                    |                                                    |                                                    |                                                    |                                                    |                                                    |
| 1/16                                                              | prohra                                             | 0-1                                                | Vincenzo Scibilia (ITA)                            | 0-2 (0:2, 0:1)                                     | 0                                                  | 0                                                  | Zápas řecko-římský                                 | 14. dubna 2010                                     | Mistrovství Evropy                                 | Baku, Ázerbájdžán                                  |